# Redrum 327
Redrum 327 (레드럼327?) è un manhwa del 2003 scritto e disegnato da Ko Ya-sung.

## Trama
Un gruppo di amici si ritrova per trascorrere il fine settimana in un'appartata villa di montagna; improvvisamente, iniziano però a essere uccisi uno ad uno. Il gruppo di amici, che apparentemente è allegro e spensierato, nasconde infatti un passato fondato su atti di bullismo. Un'altra vittima dei loro soprusi, Ki-hoon, che nel frattempo era riuscito a "inserirsi" nel gruppo, è intenzionato però a vendicarsi.

## Manhwa

### Volumi
| 1 | 15 giugno 2003 | ISBN 978-8-95-285911-2 | 5 aprile 2005   | ISBN 978-8-88-838899-1 |
| 1 | Capitoli - 1. The Mountain Villa - Lo chalet - 2. Crew - La banda dei figli di papà - 3. Joke - Lo scherzo di cattivo gusto - 4. Punk - Il ritardato mentale - 5. Party - La festa - 6. Psych - Tradimento                                                              |                        |                 |                        |
| 2 | 15 novembre 2003 | ISBN 978-8-95-286428-4 | 5 agosto 2005   | ISBN 978-8-88-958301-2 |
| 2 | Capitoli - 7. Midnight Silent - Notte silenziosa - 8. Heart Break - Cuore infranto - 9. Her Ghost in the Forest - Il suo fantasma nella foresta - 10. Vanitas - La vanità - 11. Déjá vu - Déjá vu - 12. Past Comes True - Il passato diventa realtà                     |                        |                 |                        |
| 3 | 15 maggio 2004 | ISBN 978-8-95-287766-6 | 5 dicembre 2005 | ISBN 978-8-88-958302-9 |
| 3 | Capitoli - 13. Bloody Bride - Una moglie coperta di sangue... - 14. Eyes of R.e.d.r.u.m. - Gli occhi dell'assassino - 15. Flash Back I - Retrospettiva I - 16. Flash Back II - Retrospettiva II - 17. Requiem - Requiem - 18. Silent Anthology - Antologia del silenzio |                        |                 |                        |